# 洪熊
洪熊（14世紀—15世紀），浙江金華府武義縣人，明朝政治人物。

## 生平
永樂三年（1405年），洪熊中式浙江鄉試舉人，次年（1506年）聯捷進士，獲授江油知縣，陞任山東德州同知、山西渾源知州，歷官四十多年都以廉能知名，卒祀鄉賢祠。

## 引用
1. 1 2  宣統《武義縣志·卷八·人物》：洪熊 永樂丙戌進士，初任四川油江【江油】知縣，陞山東德州同知、山西渾源州知州，厯官四十餘年，所至以廉能著，入祀鄉賢。
2. ↑  宣統《武義縣志·卷七·選舉》：永樂三年乙酉科（舉人） 洪熊 丙戌進士